# Colonne milliaire de Tongres
La colonne milliaire de Tongres (nommée romeinse mijlpaal te Tongeren en néerlandais et Meilensäule von Aduatuca en allemand) est une borne romaine datant du début du IIIe siècle après J.-C. et indiquant un grand nombre de stations antiques.
Il s’agit plus précisément d'un fragment d'un indicateur routier en lieues, découvert soit en 1817 ou bien entre 1820 et 1825 à Tongres, alors dans le royaume uni des Pays-Bas, actuellement en Belgique dans la Région flamande.

## Historique

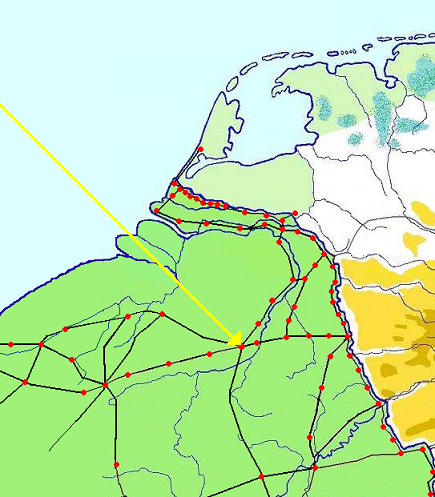
Carte localisant Tongres dans le réseau antique de voies, probables ou hypothétiques, au Bas-Empire, avec une frontière arbitraire entre la Gaule et les Germanies.

Cet itinerarium fut mis au jour sur le site de Atuatuca Tungrorum, chef-lieu de la Civitas Tungrorum (en Belgica, ou peut-être transférée en Germania inferior), et y aurait été installé à l’apogée du développement du municipium, dans l'Antiquité.
On suppose qu'elle était installée, au IIIe siècle, à un carrefour ou sur une place publique.
La colonne remonte probablement au règne de Septime Sévère et de ses fils et date, par conséquent, environ de l'an 200. On sait, en effet, que cet empereur prit un soin spécial de la viabilité des routes romaines et, par une innovation dont les conséquences se prolongent encore aujourd'hui, il adopta officiellement au nord de Lyon la mesure gauloise des lieues (leugae) en la substituant aux anciens milles romains. La leuga était longue de 1,500 pas, soit 2.22 kilomètres.  Brisée lors des premières invasions, elle paraît avoir été employée avec d'autres débris dans la construction des remparts qui à la fin du IIIe siècle furent élevés à Tongres aussi bien qu'à Arlon et à Namur.
Selon de Reiffenberg, la pierre aurait été réemployée dans les remparts du IVe siècle, ou d'autres aménagements vu l'éloignement de toute enceinte.

### La découverte
Il existe, sur la découverte de ce monument, deux rapports complémentaires. D'après un rapport officiel transmis le 18 aoîit 1827 au gouverneur du Limbourg par la régence de la ville de Tongres et dont un extrait est publié par de Reiffenberg, (Mém. Acad. roy. Brux., t. VII, 1832, p. 53, n° i) :
Eindelijk moeten wij bijvoegen dat in den ontgravingen die plaats gehabt hebben buiten de kruisof St-Trueirsche Poort, naast de stad langs den romeinsche weg of katzie in den jare 1820 en 1825 zijn gevonden worden behalve eenige oude romeinsche munten, een achtkantig stuk meilsteen, bevattende den afstand van verscheidene plaatsen in dezen steen uitgekapt, en voor een groot gedeelte duidelijk leesbar, en eenen anderen gedenksteen dragende het opschvift Fortunae... (etc.) benevens eenen stomp van eene uitgeroefde kolom in harden geelen steen. —

( Et finalement nous devons ajouter que parmi les découvertes qui ont eu lieu en dehors du cimetière de la porte St Trond, à côté de la ville le long du la chaussée romaine environ dans les années 1820 et 1825, ont été trouvés, à part quelques monnaies romaines, une borne octogonale comprenant la distance de certains lieux découpés dans cette pierre, et pour une grande partie clairement lisible, et une autre pierre commémorative portant l'inscription Fortunae...(ect) ainsi qu'un bout de colonne creuse en pierre jaune dure).
Tandis que Hennequin (Dissertatio inaug. de origine et princip. urbis Trajecti ad Mosam, Louvain, 1829 (avec fac-similé)), résume deux ans plus tard, p. 12 : 
Lapide milliareo prope Tungros anno 1817 reperto inter conficiendam tnagnam viam quae Tungris ducit ad 5. Trudonem ad circiter 50 passus aburbe prope portant Kruys-poort dictam quae nunc porte de Saint-Trond vocatur. —
Trouvée à environ 50 pas (« ad 50 circiter passus », selon Hennequin) soit à approximativement 75 m de la porte de Saint-Trond (dite Kruispoort), vers l’extérieur de agglomération, « parmi des débris d'anciennes chaussées romaines dans une espèce de carrefour ».

### Un opportun symbole national
Cudell signale (p. 372), qu'après sa découverte, elle est restée oubliée plusieurs années dans un dépôt de l’Hôtel de ville de Tongres, avant d'être une première fois empruntée par la Société des Amis des sciences, lettres et arts, établie à Maestricht (nl) pour en déchiffrer l'inscription, et réapparaître juste avant la révolution belge de 1830. Cet auteur la considérait comme un symbole national du nouvel état.

« Mais parmi toutes les découvertes de ce genre, il n'en est, sans contredit aucune qui soit aussi importante, comme étant d'une application directe et spéciale à l'histoire et à la géographie ancienne de la Belgique, que celle d'un fragment, ou pour mieux dire, d'un éclat d'une ancienne colonne milliaire romaine que le hasard y mit au jour, en 1817, dans un déblai de terrain nécessité par la construction de la grande route de Tongres à St-Trond. »

— Martin Cudell, 1836, p. 371.

## Description et localisation actuelle

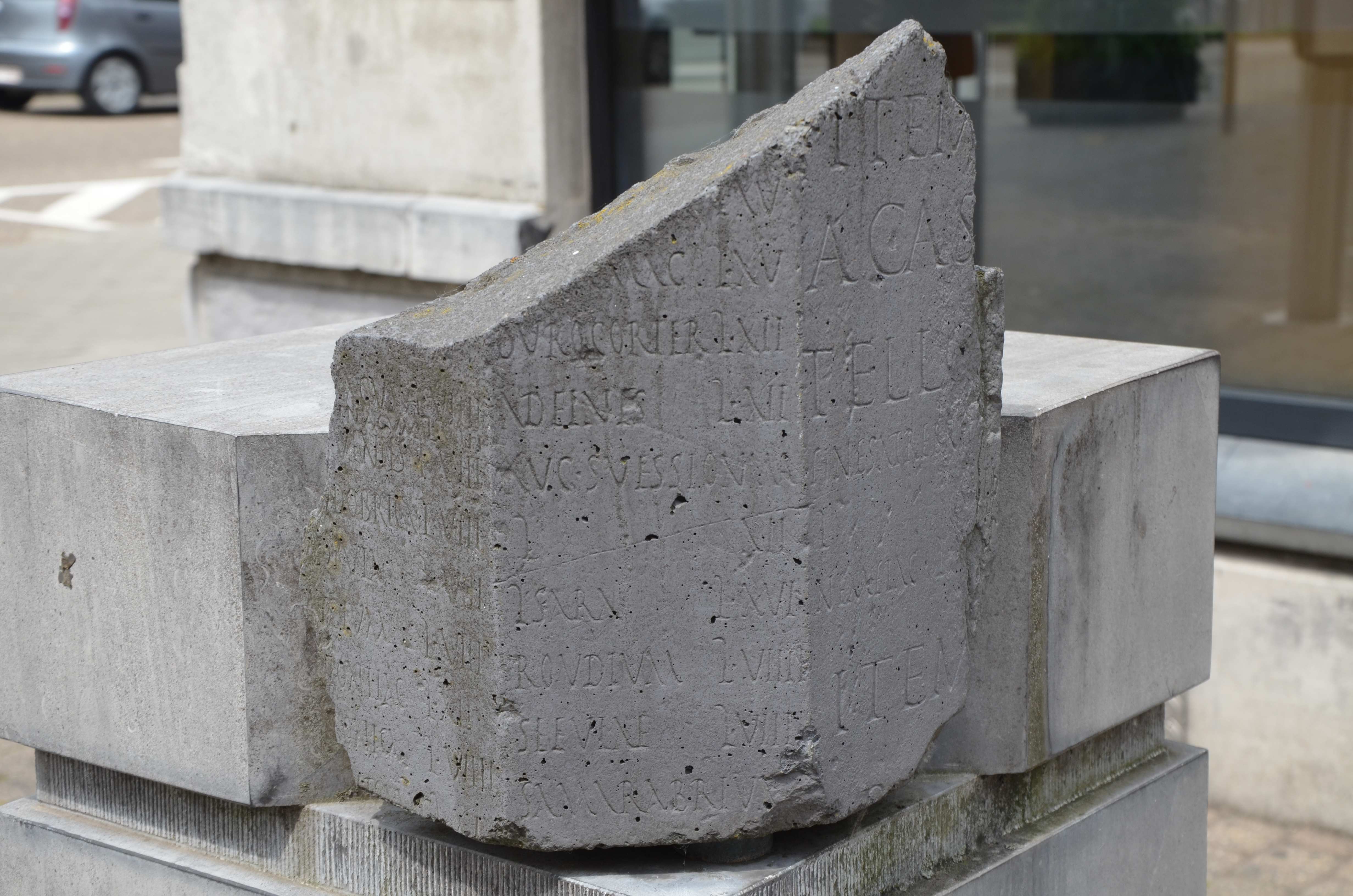
Moulage de la pierre, à Tongres.

La borne est à section octogonale d'environ 36 cm de diamètre, et 37 cm de hauteur. Elle ne présente plus que trois faces lisibles.
Donnée par la ville de Tongres à l'État belge, en 1848, elle est depuis conservée au musée du Cinquantenaire, à Bruxelles. Un moulage est installé à l'embouchure de Sint-Truiderstraat (devant le numéro 53), à Tongres.

## Texte

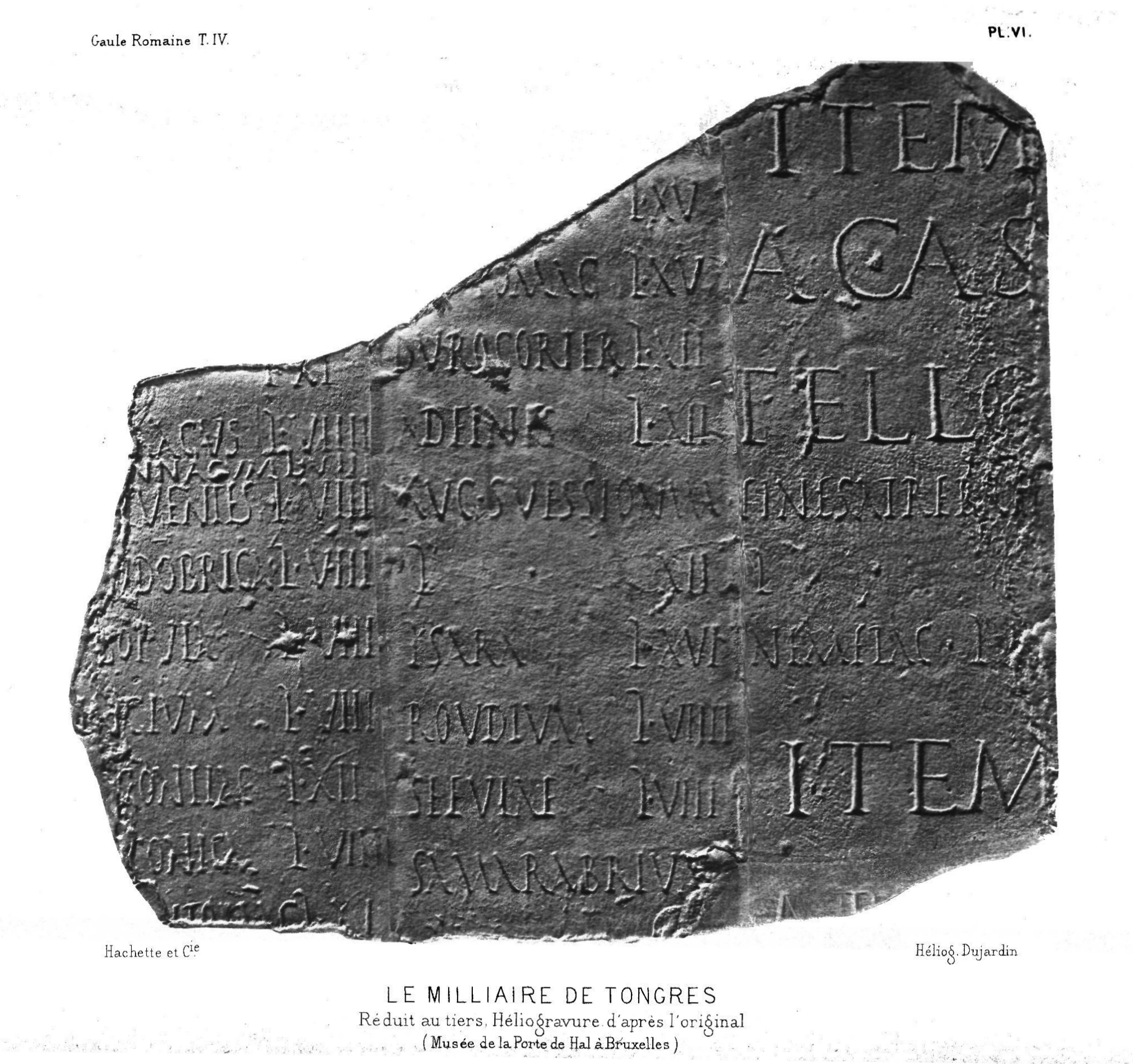
L'héliogravure d'un estampage fait par Desjardins en 1893

D'après l'Epigraphic Database Heidelberg, le milliaire présenterait le texte reconstitué suivant :
------] / 

[Bonna] l(eugae) XI / 

[Rigo]magus l(eugae) VIIII / 

[Antu]nnacum l(eugae) VIII / 

[Conf]luentes l(eugae) VIII / 

[Bo]udobriga l(eugae) VIII / 

[Vo]solvia l(eugae) VIII / 

[B]ingium l(eugae) VIII / 

[Mo]gontiac(um) l(eugae) XII / 

[Bu]conica l(eugae) VIIII / 

[Borb]etomag(us) l(eugae) XI /

[------ // 

------] / 

[---] l(eugae) XV / 

[Nov]iomag(us) l(eugae) XV / 

Durocorter(um) l(eugae) XII / 

ad fines l(eugae) XII / 

Aug(usta) Suessionum / l(eugae) XII / 

Isara l(eugae) XVI / 

Roudium l(eugae) VIIII / 

Seeviae l(eugae) VIII / 

Samarabriva / l(eugae) [---] / 

[------ // 

item / a Cas/tello / Fines Atrebatiu[m] / l(eugae) XIIII / 

Nemetac(um) l(eugae) [---] / 

item a Ba[gaco ---] / 

[------

## Traduction possible
Localisations à comparer avec celle du Nouveau recueil des inscriptions latines de Belgique de 2002.
Première colonne :
- [Cologne ?] 11 lieues
- [Bonn] 9 lieues
- Remagen 8 lieues
- Andernach 8 lieues
- Coblence 8 lieues
- Boppard 8 lieues
- Oberwesel 8 lieues
- Bingen am Rhein 12 lieues
- Mayence 9 lieues
- Nierstein ? 11 lieues
- Worms […]

Deuxième colonne :
- […] 15 lieues
- [Passage sur la Meuse, Meuvy ?] 15 lieues
- Possible Saint-Loup-en-Champagne ? 12 lieues
- Reims 12 lieues
- Fismes 12 lieues
- Soissons 16 lieues
- Peut être Pontoise-lès-Noyon ? 9 lieues
- Peut être Roiglise ? 8 lieues
- Très hypothétiquement Fresnoy-en-Chaussée ? […]
- Amiens […]

Troisième colonne :
- de Cassel à Estaires[18] ? 14 lieues
- Arras […]
- Bavay […]

#### Contexte archéologique et historique
- Marie-Thérèse Raepsaet-Charlier et Alain Vanderhoeven, « Tongres au Bas-Empire romain », dans Capitales éphémères. Des Capitales de cités perdent leur statut dans l’Antiquité tardive, Actes du colloque Tours 6-8 mars 2003, Tours, 2004, p. 51-73 (Supplément à la Revue archéologique du centre de la France, 25) (en ligne).

#### Principales éditions de l'inscription
- Albert Deman et Marie-Thérèse Raepsaet-Charlier, Nouveau recueil des inscriptions latines de Belgique (ILB²), Bruxelles, Éd. Latomus, 2002, inscr. 135 p. 234 (Collection Latomus, 264)  (ISBN 2-87031-205-9) (avec une bibliogr. récapitulative).
- (la) Corpus Inscriptionum Latinarum [17]. Miliaria Imperii Romani. Pars secunda, Miliaria provinciarum Narbonensis Galliarum Germaniarum, éd. par Gerold Walser, Berlin, New York, Berlin-Brandenburgische Akademie der Wissenschaften, 1986, inscr. 675  (ISBN 978-3-11-004592-5).
- Franz Cumont, Catalogue des sculptures et inscriptions antiques (monuments lapidaires) des Musées Royaux du Cinquantenaire, Bruxelles, 1913 (2e éd. refondue), p. 235-238, avec une ill. (s. v. « [Monument no] 196 ([Inv.] B 189) La colonne itinéraire de Tongres ») (en ligne).
- (la) Corpus Inscriptionum Latinarum [13]. Inscriptiones Trium Galliarum et Germaniarum Latinae. Partis secundae. Fasciculus II. Miliaria Galliarum et Germaniarum, éd. par Theodor Mommsen, Otto Hirschfeld, Alfred von Domaszewski, Berlin, Berlin-Brandenburgische Akademie der Wissenschaften, 1907, inscr. 9158 p. 711  (ISBN 3-11-001408-4) (en ligne).
- Général Casimir Creuly, « Copie rectifiée du milliaire de Tongres », Revue Archéologique, Nouvelle Série, vol. 3,‎ janvier-juin 1861, p. 408-413 (lire en ligne).

#### Autres articles et ouvrages sur la colonne
- Nicole Périn, « Les voies romaines de Reims à Trèves et à Cologne dans les Ardennes : hypothèses et problèmes », Revue historique ardennaise (Charleville-Mézières), no 1,‎ janvier-juin 1969, p. 1-26 (ISSN 0035-3272).
- (nl) Henry Baillien, Dokumenten over de romeinse mijlpaal te Tongeren, Maaseik, 1959, 12 p. (OCLC 901377629).
- Henri Schuermans, Âge de la Colonne itinéraire de Tongres, Tongres, 1901, 30 p.
- Armand Lancien, « La pierre milliaire de Tongres. La voie romaine de Cassel à Arras », dans Bulletin de la Commission historique du département du Nord, 22, Lille, 1900, p. 135-149 (en ligne).
- Ernest Desjardins, Géographie de la Gaule romaine, 4, Paris, 1893, p. 26-31 et pl. VI [héliogravure d'un estampage original] (s. v. « Chapitre troisième. Le milliaire de Tongres ») (en ligne).
- Louis Cavrois de Saternault, « La colonne milliaire de Tongres », dans Bulletin de la Commission des antiquités départementales, Pas-de-Calais, 5, Arras, 1879, p. 261-272 (en ligne).

#### Premières mentions
- Martin Cudell (1775-1845), « [Mémoire relatif à un fragment de colonne milliaire romaine, découvert à Tongres en 1817] », dans Bulletin de l'Académie royale des sciences et belles-lettres de Bruxelles, 3, Bruxelles, 1836, p. 370-399 (en ligne).
- (fr + nl) Frédéric de Reiffenberg, Essai sur la statistiques ancienne de la Belgique jusque vers le XVIIe siècle, 1, Bruxelles, M. Hayez, 1832, p. 52-54 (Nouveaux mémoires de l'Académie royale des sciences et belles-lettres de Bruxelles, 7) (en ligne).
- (la) Carolus Victor Hennequin, Dissertatio inauguralis historico-juridica. De origine et natura principatus urbis Trajecti ad Mosam, medio aevo, Lovanii, F. Michel, 1829, p. 12-15 et pl. après la p. 83 (OCLC 825180691) (en ligne).
- Martinus Joannes van Heylerhoff (1776-1854), « Notice sur l'origine de la ville de Maastricht et sur les enceintes qu'elle a eu à diverses époques », dans Annuaire de la province de Limbourg rédigé par la Société des Amis des Sciences, Lettres et Arts, établie à Maestricht : 1824-1830, 2, Maastricht, 1825, p. 98 (en ligne).